# Butchulla
Le butchulla est une langue aborigène d'Australie de la famille des langues pama-nyungan. C'est la langue de la tribu aborigène des Butchullas, mais même si le nombre de ses locuteurs a augmenté ces dernières années, ses utilisateurs se sont désormais tournés vers l'anglais pour communiquer.

## Nom
La langue est également nommée badjela, badtala, badtjala, badyala, batjala, batyala, bidhala, dulingbara, gnoolongbara, koolaburra, ngulungbara, olungbura, patyala, thoorgine.
Bell indique dans son dictionnaire de 2004 que les membres de la tribu préfèrent l'orthographe « butchulla »,.

## Utilisation
Le butchulla a failli disparaître au début du XXe siècle alors que les missionnaires et le gouvernement en ont interdit l'usage, mais il a néanmoins été transmis par les parents et les anciens. Depuis 2010, le butchulla est enseigné dans les écoles primaires et secondaires de la région de Great Sandy — d'où sont originaires les Butchullas — par le biais d'histoires, d'art et de danse. Un kit pédagogique, comprenant un DVD et un CD intitulés waaka jaalangu (histoires inédites), ainsi qu'une série de nouvelles écrites par Joyce Bonner et illustrées par Jodie et Virginia Burns, ont été édités.
Un dictionnaire anglais-gubbi gubbi-butchulla est paru en 1994, et le même auteur en a compilé un autre, exclusif au butchulla, en 2004.

### Noms de localités
Certains noms de banlieues de la région de la côte Fraser utilisent des noms isus du butchulla :
- Bauple : « lézard à collerette » (Chlamydosaurus kingii, dérivé du mot bau'bal) ;
- Boonooroo (en) : « Brigalow » (Acacia harpophylla) ;
- Brooweena (en) : « crabe » ;
- Burgowan (en) : « plaine où poussent des cornouillers » ;
- Calgoa (en) : « traverser » ou « revenir » ;
- Dundathu (en) : « endroit où il y a du bois » ou « bois mort ».
- Gootchie : « Varan de Gould » (Varanus gouldii) ;
- Kawungan (en) : « Cassican flûteur » (Gymnorhina tibicen) ;
- Mungar (en) : « gomme bleue » (en référence aux Gommier bleu, Eucalyptus globulus) ;
- Yerra (en) : « Gommier tacheté » (Corymbia maculata (en)).

## Caractéristiques
Le butchulla fait partie du groupe des langues waka-kabiques (en) de la famille des langues pama-nyungan.
Tindale indique que la langue des Ngulungbara (en) pourrait être identique, mais que ce groupe prétend être une tribu distincte. Holmer (en) décrit quant à lui une relation étroite entre butchulla et gubbi gubbi, mais n'est pas en mesure de définir cette relation comme dialectale ou comme deux langues distinctes. Dixon considère le butchulla comme un dialecte du gubbi gubbi,, tandis que Glottolog les classe comme des variétés d'une même langue.

### Écriture
Bell et Seed 1994 utilise le même alphabet pour le butchulla et le gubbi gubbi dans le dictionnaire de 1994. Cet alphabet est encore utilisé dans le dictionnaire butchulla de Bell de 2021.
| Lettres | Comme l’anglais |
| ------- | --------------- |
| a       | cut ou but      |
| aa      | father ou far   |
| e       | hen ou pen      |
| i       | sit ou pin      |
| ee      | ravine ou seem  |
| o       | top ou on       |
| aw      | law ou call     |
| u       | foot ou full    |
| oo      | food ou do      |
| ai      | high ou wine    |
| ei      | take ou rein    |
| ou      | bone ou lone    |
| au      | pound ou house  |

| Lettres | Comme l’anglais |
| ------- | --------------- |
| b       | b, p, v         |
| d       | d, t            |
| dj      | d suivi de th   |
| g       | g, k            |
| m       | m               |
| n       | n               |
| ny      | onion           |
| ng      | singer          |
| l       | l               |
| r       | r               |
| y       | j, y            |
| w       | water           |